# Oreste Mazzia
Oreste Giuseppe Edoardo Mazzia (* 19. März 1883 in Turin; † 22. Oktober 1918 in Pettinengo) war ein italienischer Fußballspieler und Mediziner.

## Karriere
Oreste Mazzia besuchte das Turiner Massimo-d’Azeglio-Gymnasium und schloss 1906 sein Studium der Medizin ab.
Im Jahr 1902 schloss er sich Juventus Turin an. Ab 1903 nahm Mazzia mit Juventus an der italienischen Fußballmeisterschaft teil. Sein Debüt gab er am 1. März 1903 beim 5:0-Sieg gegen den FC Torinese. In der Saison 1905 bildete Mazzia zusammen mit Gioacchino Armano und Giovanni Goccione die Abwehr der Juve und gewann mit dem Turiner Verein den ersten Meistertitel der Vereinsgeschichte.
Seine letzte Partie im Trikot von Juventus absolvierte Mazzia am 29. April 1906 beim 0:0 gegen die AC Mailand. In vier Spielzeiten bei Juventus sammelte er 17 offizielle Einsätze ohne Torerfolg.
Nachdem er Juventus verlassen hatte, gehörte Mazzia am 3. Dezember 1906 zusammen mit Alfredo Dick und weiteren ehemaligen Bianconeri zu den Gründern des Foot Ball Club Torino.
Nach seinem Medizinstudium ging Mazzia nach Argentinien, um seinen Beruf auszuüben, und ließ sich zunächst in Belgrano und dann in San Miguel de Tucumán nieder. Zurück in Italien, diente er während des Ersten Weltkriegs als Sanitätsleutnant im Regio Esercito. Er starb im Oktober 1918 im Alter von 33 Jahren an der Spanischen Grippe, die er sich in einem Lazarett an der Front zugezogen hatte.

## Erfolge
- Italienische Meisterschaft: 1905

## Verweise